# Micrurus distans
Espèce
Synonymes
- Elaps distans Kennicott, 1860
- Elaps diastema var. michoacanensis Duges, 1891

Statut de conservation UICN

 LC  : Préoccupation mineure
Micrurus distans est une espèce de serpents de la famille des Elapidae.

## Répartition
Cette espèce est endémique du Mexique. Elle se rencontre au Sonora, au Chihuahua, au Sinaloa, au Durango, au Nayarit, au Jalisco, au Aguascalientes, au Colima, au Michoacán et au Guerrero.

## Liste des sous-espèces
Selon The Reptile Database (17 février 2014) :
- Micrurus distans distans (Kennicott, 1860)
- Micrurus distans michoacanensis (Dugès, 1891)
- Micrurus distans oliveri Roze, 1967
- Micrurus distans zweifeli Roze, 1967

## Étymologie
La sous-espèce Micrurus distans oliveri est nommée en l'honneur de James Arthur Oliver. La sous-espèce Micrurus distans zweifeli est nommée en l'honneur de Richard George Zweifel.

## Publications originales
- Dugès, 1891 : Elaps diastema var. michoacanensis A. Dug. Naturaleza, Mexico, sér. 2, vol. 1, p. 487 (texte intégral).
- Kennicott, 1860 : Descriptions of new species of North American serpents in the museum of the Smithsonian Institution, Washington. Proceedings of the Academy of Natural Sciences of Philadelphia, vol. 12, p. 328-338 (texte intégral).
- Roze, 1967 : A check list of the New World venomous coral snakes (Elapidae), with descriptions of new forms. American Museum Novitates, no 2287, p. 1-60 (texte intégral).